# Chełmce (Sainte-Croix)
Pour les articles homonymes, voir Chełmce.
Chełmce est une localité polonaise de la gmina de Strawczyn, située dans le powiat de Kielce en voïvodie de Sainte-Croix.